# Площадь Рынок

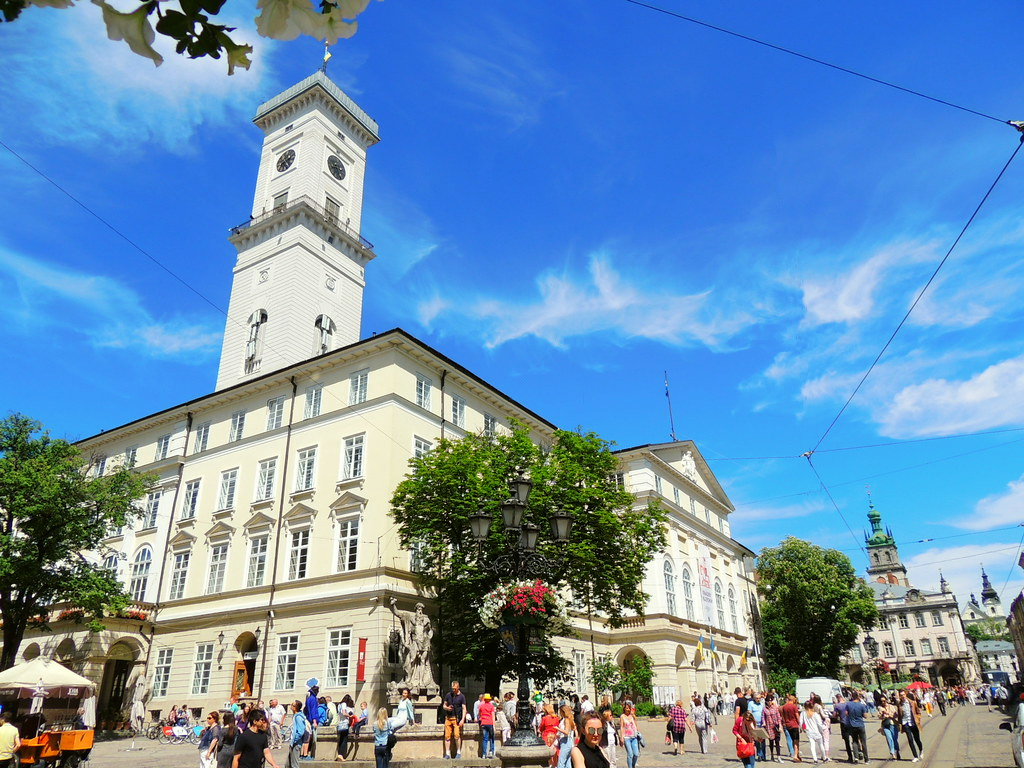
Львовская ратуша

Пло́щадь Ры́нок (укр. Площа Ринок) — центральная площадь в городе Львов Львовской области Украины, характерное явление средневековой архитектуры центральноевропейских городов.

## История
Львовская площадь Рынок сформировалась как центр польско-немецкого средневекового города после завоевания Львова польским королём Казимиром Великим, до которого центром была площадь Старый Рынок. В XIX — начале XX века сформировался новый центр города: проспект Свободы, площадь Мицкевича и проспект Шевченко. От углов площади Рынок отходят 8 улиц (по современным названиям — 7 улиц и 1 площадь): Русская, Сербская, Галицкая, Кафедральная площадь, Краковская, Шевская, Друкарская, Ставропигийская.
Архитектурный ансамбль площади Рынок сформировался на протяжении XIV—XIX ст. Пожары, время и строители во многом изменили её первоначальный вид. Последний значительный пожар, во время которого сгорела практически вся деревянная застройка Львова, произошёл в 1527 году. Над возведением всего центра Львова трудились представители многих национальностей, проживавших во Львове: итальянцы, немцы, украинцы, поляки, армяне, евреи.

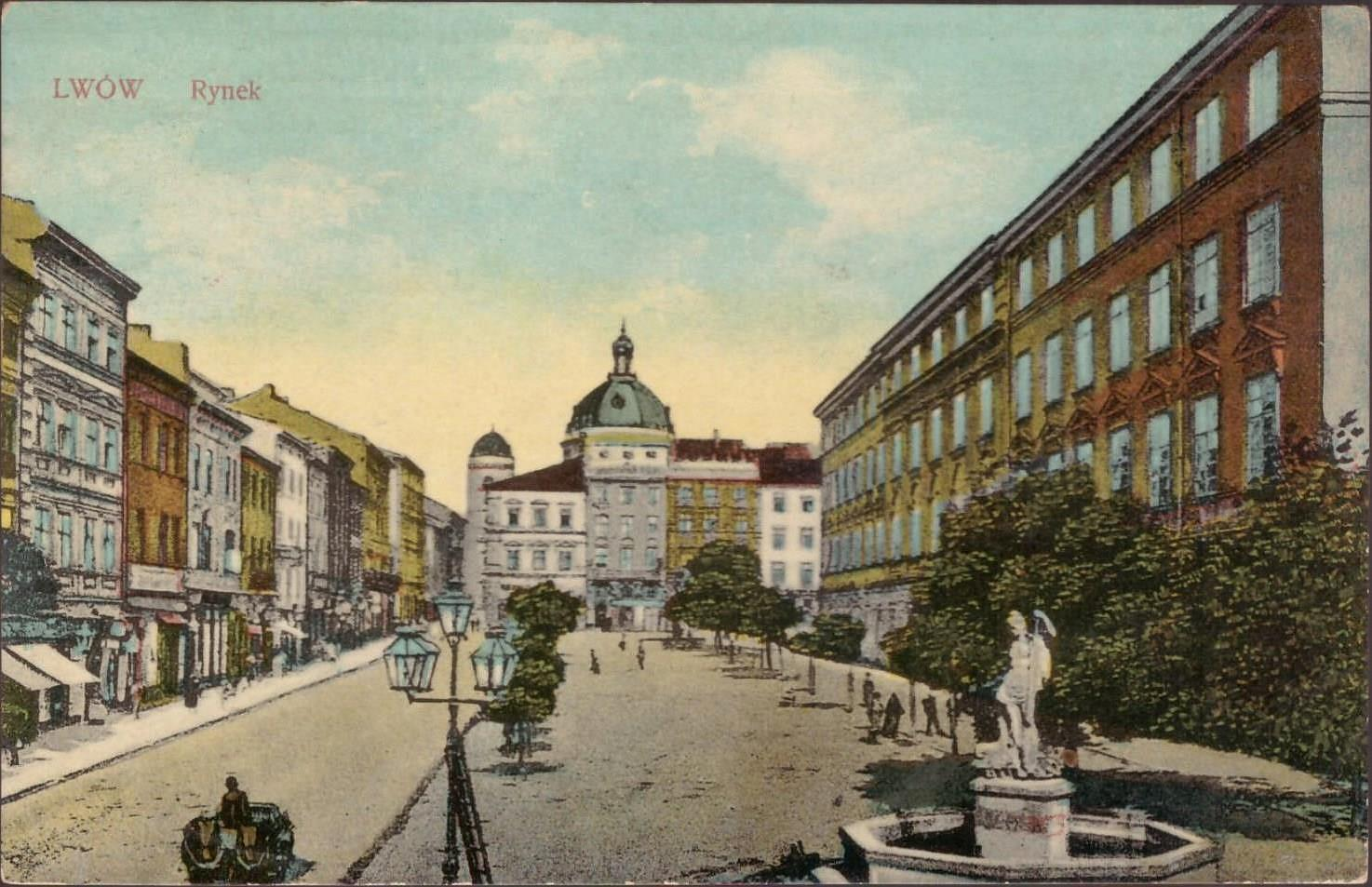
Главный Рынок в начале XX ст.

Размеры площади — 142 на 129 м; её составляют 44 дома и ратуша в центре. От начальной готической застройки, существовавшей до пожара 1527 года, сохранились стены с фрагментами деталей и подвалы.
Над застройкой площади Рынок работали архитекторы П. Красовский, М. Градовский, П. Барбон, П. Римлянин, Б. Меретин, С. Фесингер и другие. Здания строились для представителей богатой знати и купцов, поскольку земля в центре города была чрезвычайно дорогой. За количество окон в то время платился особый налог, что наложило отпечаток на архитектуру площади: фасады большинства домов трёхоконные, внутренняя планировка включает двухоконную комнату и однооконную боковую комнату-валькир, большинство домов построены на узких, вытянутых в глубину участках, состоят из главного здания, внутреннего двора и флигелей. Нумерации домов в средневековье не существовало, дома имели собственные названия: «Под львом», «Под оленем», «камяница Лукашевичей».
На площади Рынок находится городская ратуша, где работал и работает городской совет, а раньше заседал и городской суд. Здесь происходили международные встречи, сюда приезжали Пётр I, многие польские, шведские короли. На площади находятся такие достопримечательности, как исторический музей («Чёрная камяница»); дворец Корнякта с «итальянским двориком» и «королевскими комнатами», где снимали фильмы «Салют, Мария», «Ошибка Оноре де Бальзака» и многие другие; музей мебели и фарфора, музей-аптека и музей униформы украинских воинских формирований. Площадь Рынок используется как транспортная магистраль, линия электрического трамвая здесь проложена в конце XIX века.

## Галерея

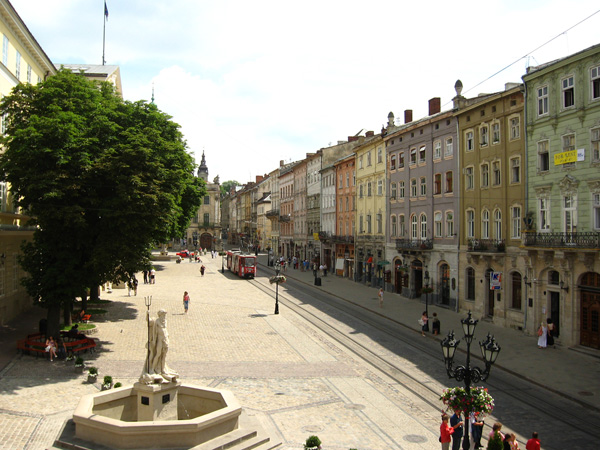
Южная сторона и скульптура Нептуна
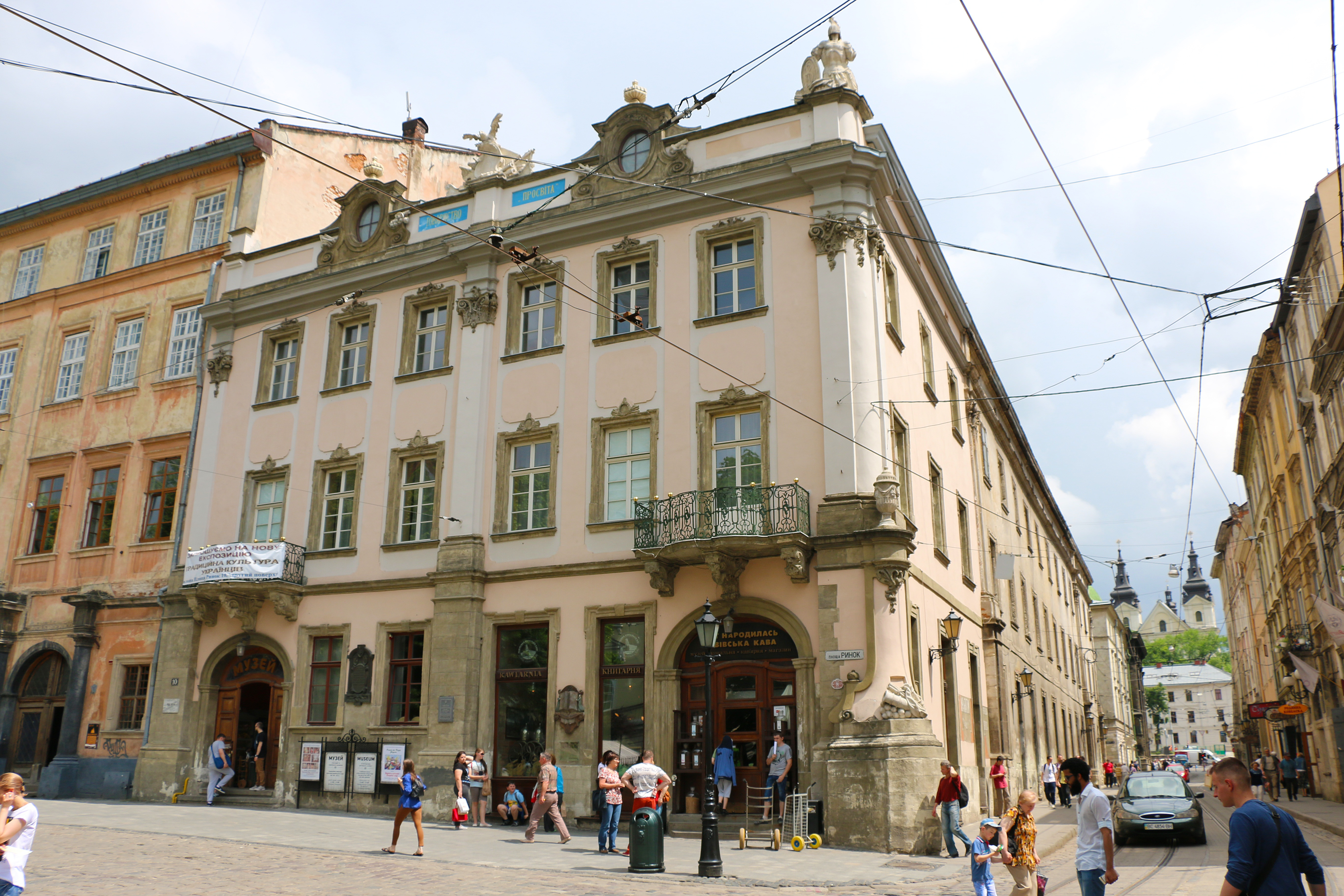
Дворец Любомирских
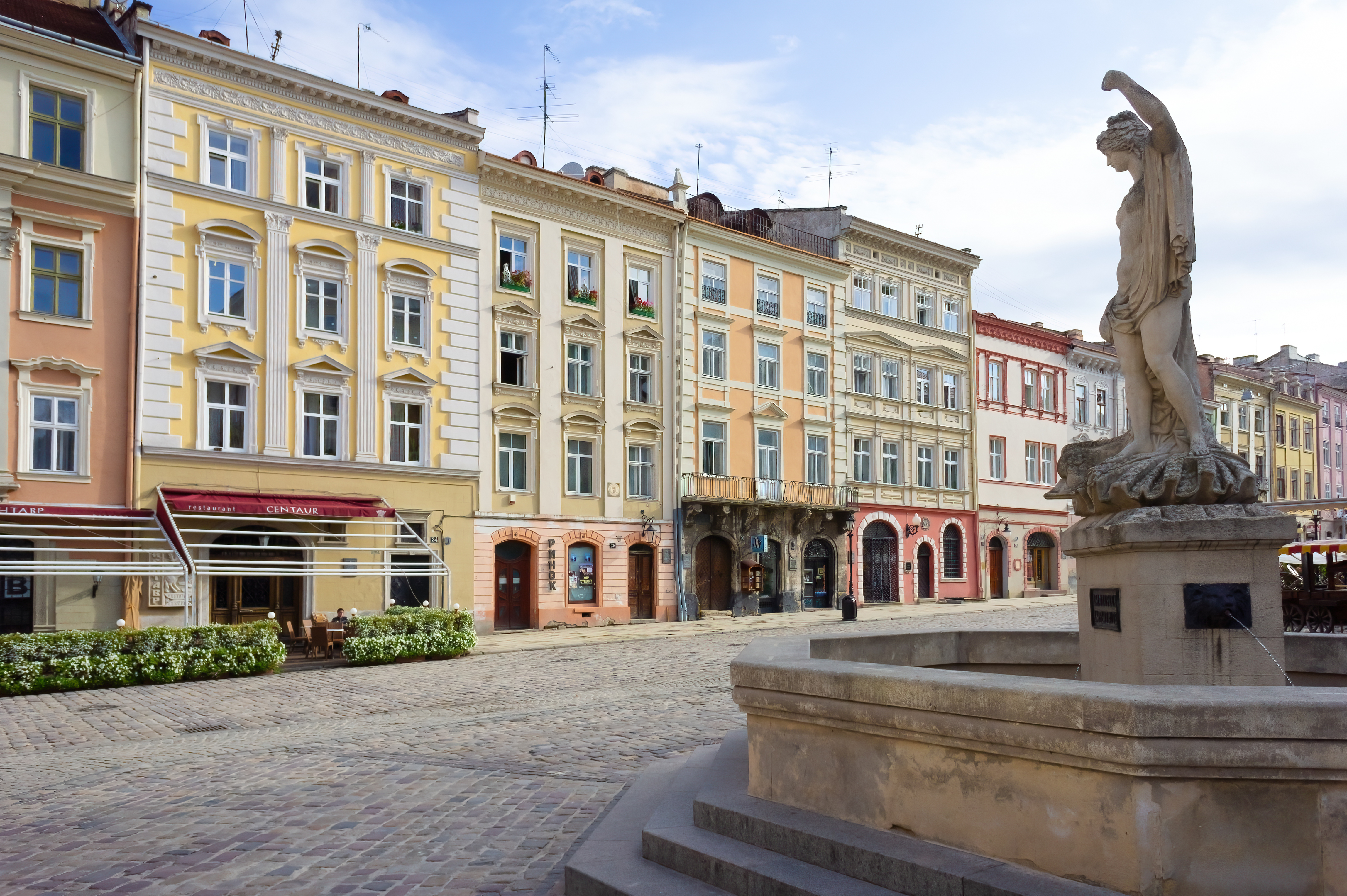
Северная сторона, скульптура Амфитриты
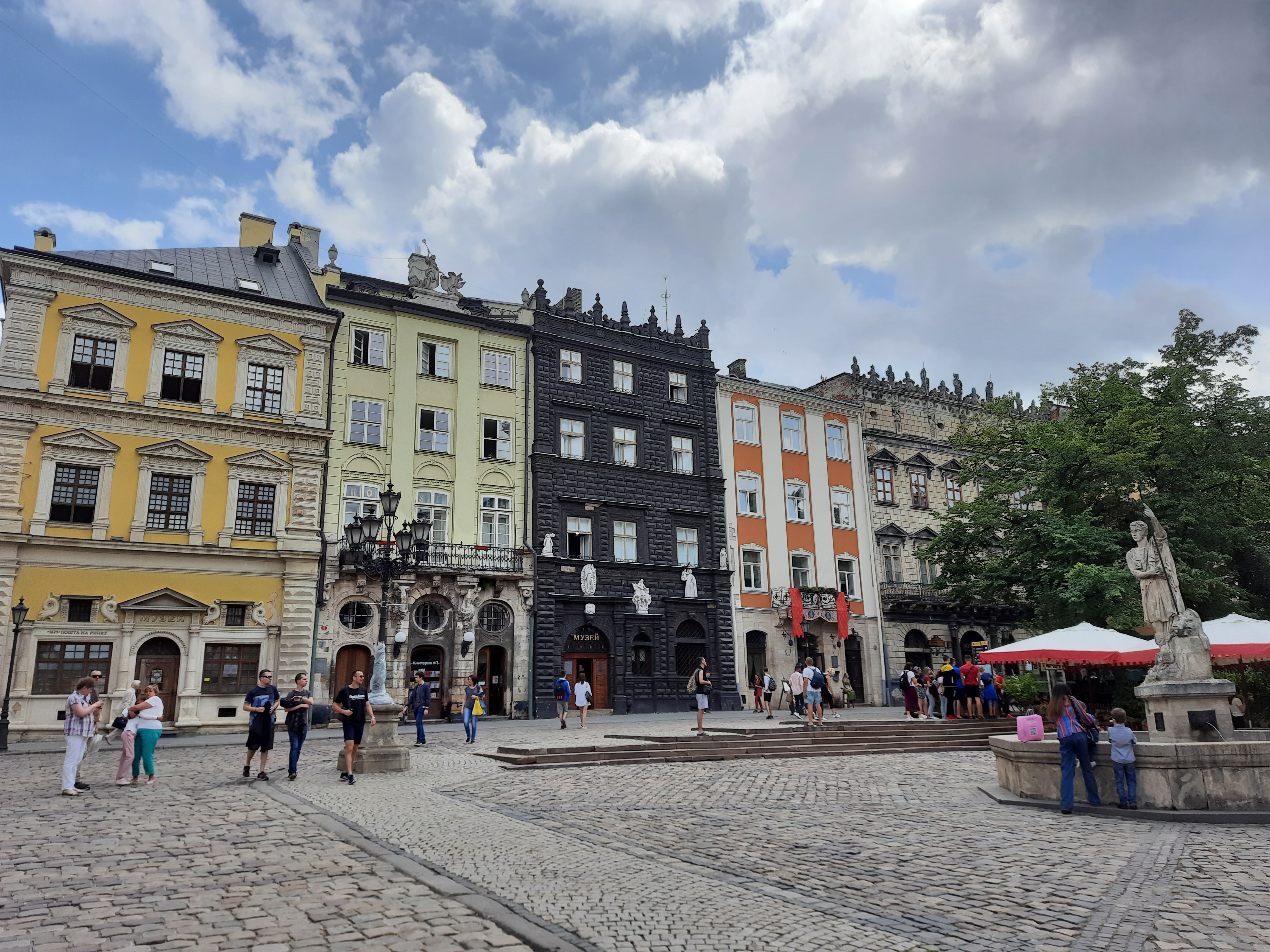
Восточная сторона, «чёрная каменица» и скульптура Адониса
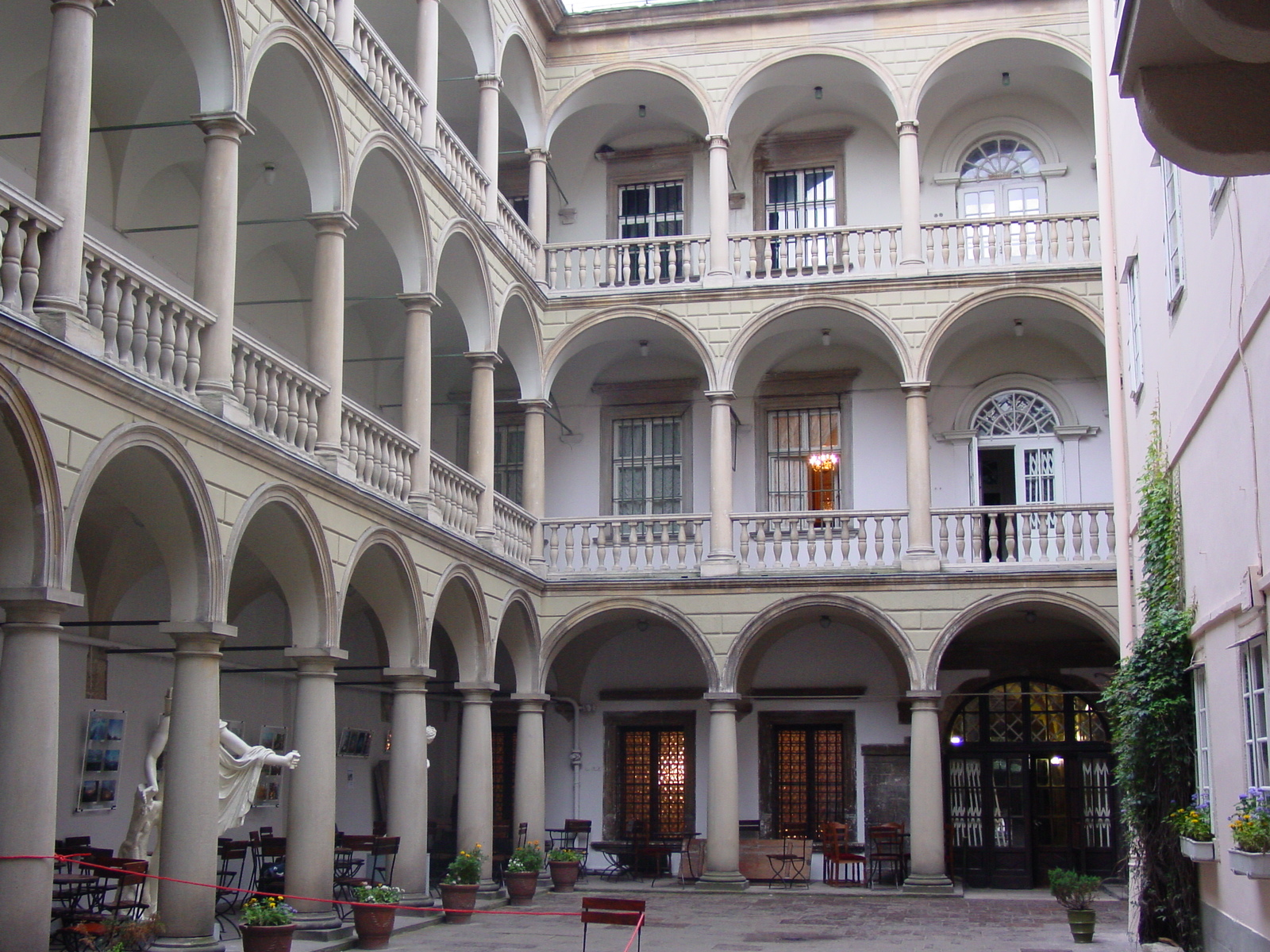
Дворец Корнякта